# Salmantón
Salmantón es un concejo del municipio de Ayala, en la provincia de Álava.

## Historia
Hacia mediados del siglo XIX, el lugar, ya por entonces perteneciente a Ayala, tenía contabilizada una población de ochenta habitantes. Aparece descrito en el decimotercer volumen del Diccionario geográfico-estadístico-histórico de España y sus posesiones de Ultramar de Pascual Madoz con las siguientes palabras:

SALMANTON: l. del ayunt. de Ayala en la prov. de Alava (á Vitoria 9 leg.), part. jud. de Amurrio (3), aud. terr. de Búrgos (24), c. g. de las Provincias Vascongadas, dióc. de Calahorra (30). sit. en una vega al pie y E. de la peña de Escuchi; clima templado; reinan los vientos N. y S. y se padecen algunos resfriados. Tiene 22 casas; escuela de primera educacion para ambos sexos frecuentada por 12 ó 14 alumnos y dotada con 80 ducados; igl. parr. (Sta. Maria) servida por un beneficiado de presentacion del prelado de la dióc.; cementerio en parage que no daña á la salubridad pública; una ermita (Sta. Marina), y para surtido del vecindario dos fuentes de escelente calidad. El térm. se estiende de N. á S. 1/2 leg. y una de E. á O. y confina N. Erbi, Oceca y Menoyo; E. Maroño; S. Maderia, y O. sierra de Salvada; comprendiendo dentro de su circunferencia los montes Ayal, Las Campas de Oletur, Lujodivi, los Oyos y el Pedregal, poblados de robles, hayas, espinos, enebros y zarzas, y algunos prados en la mencionada peña de Escuchi. El terreno es de buena calidad; le atraviesa un arroyo que va á confundirse con el r. Yas, despues de cruzarle algunos puentecillos. Los caminos son locales en mediano estado: el correo se recibe de Orduña los domingos, martes y viernes. prod.: trigo, maiz, habas, judias, arvejas, garbanzos, peras, manzanas, avellanas y nueces; cria de ganado caballar, vacuno y lanar; caza de liebres, codornices y perdices. pobl.: 19 vec., 80 alm. riqueza y contr.: (V. Alava intendencia).
(Madoz, 1849, p. 701)

En 2022, tenía empadronados 33 habitantes.

## Demografía
| Gráfica de evolución demográfica de Salmantón entre 2000 y 2017 |
|                                                                 |
| Población de derecho según los censos de población del INE.     |

## Patrimonio
Hay en el concejo una iglesia de Santa Marina.[cita requerida]